# کمیسیون بررسی تبلیغات انتخابات ریاست‌جمهوری
کمیسیون بررسی تبلیغات انتخابات ریاست‌جمهوری ایران برابر ماده ۶۲ قانون انتخابات ریاست جمهوری، به منظور تضمین برخورداری یکسان نامزدهای ریاست جمهوری از امکانات عمومی، تشکیل می‌گردد و اعضاء کمیسیون مطابق ماده ۶۳ قانون انتخابات عبارتند از:
1. دادستان کل جمهوری اسلامی ایران یا نماینده تام‌الاختیار او
2. وزیر کشور جمهوری اسلامی ایران یا نماینده تام‌الاختیار او
3. دبیر هیئت اجرائی مرکزی انتخابات
4. رئیس شورا یا یکی از اعضای شورای نظارت بر سازمان صدا و سیمای جمهوری اسلامی ایران به انتخاب شورا
5. رئیس سازمان صدا و سیمای جمهوری اسلامی ایران یا نماینده تام‌الاختیار